# 제어봉

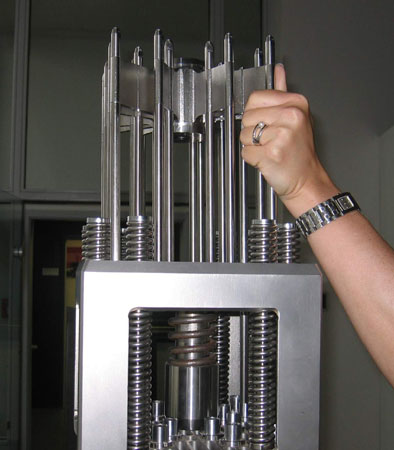
PWR 제어봉 조립 장면(아래는 연료)

제어봉은 원자로의 핵분열 반응 속도를 조절할 때 사용하는 것으로, 연쇄핵분열의 매개체인 중성자를 잘 흡수하는 카드뮴(Cd), 인듐(In), 은(Ag), 붕소(B) 등의 물질을 주로 사용한다.
원자로의 출력을 줄이려면 중성자를 잘 흡수하는 물질을 원자로에 집어넣어 핵분열 과정에서 생성되는 중성자의 양을 줄이며, 반대로 원자로의 출력을 높이려면 노심에 넣어둔 중성자를 흡수하는 물질을 원자로에서 빼내어 중성자의 양을 늘리도록 해야 한다. 이러한 목적으로 사용하는 도구가 제어봉이다. 즉, 제어봉을 원자로에서 빼내면 노심의 중성자량이 증가하여 출력이 증가하고, 반대로 원자로에 삽입하면 중성자량이 감소하여 출력이 감소한다.
제어봉은 중성자 흡수단면적이 커야 하고, 안정된 형상 및 시간에 따른 변형도가 작아야 하므로, 충분한 기계적 강도가 필요하다. 또한 중성자와 감마선의 흡수로 열이 발생하므로 이 열을 제거하기 위해 열전도도가 좋아야 한다.
중성자 흡수능력이 큰 물질로는 은(Ag), 인듐(In), 카드뮴(Cd), 붕소(B), 하프늄(Hf) 등이 있는데, 물질에 따라 중성자를 흡수하는 특성이 다르므로 최적의 효과를 얻기 위해서는 합금을 사용하기도 한다. 경수로에서는 Ag-In-Cd 합금, 탄화붕소(B4C) 또는 하프늄(Hf)을 봉 형태로 가공한 제어봉이 사용되며, 비등수형 원자로에서는 탄화붕소의 작은 소결체들이 들어간 작은 원통을 서로 십자가 형태로 연결한 제어날개(control blade)를 사용하기도 한다.
일반적으로 제어봉은 집합체 형태로 사용된다. 가압경수로(PWR)의 경우 원통형의 중성자흡수체로 구성되며, 한 개의 핵연료집합체에 대해 제조사별로 4개 또는 20개의 제어봉을 연결한 형태의 제어봉집합체가 사용되며, 노심 상부를 통해 삽입된다. 비등경수로(BWR)의 경우 원자로 상부에 증기분리기가 있기 때문에 제어봉집합체는 하부에 있으며, 노심 하부를 통해 삽입된다.

## 종류
제어봉은 사용목적에 따라 출력제어봉(regulating rod)과 심봉(shim control rod), 안전봉(safety rod)으로 구분된다.
출력제어봉은 출력을 정밀하게 조절하거나 출력 분포를 균일하게 유지하려는 목적으로 사용된다. 출력제어봉을 삽입하면, 흡수할 수 있는 중성자의 양은 작지만 반응속도는 매우 빠르게 나타난다. 심봉은 비교적 큰 출력을 조절하거나 핵분열생성물에 의한 반응도 감소를 보완하려는 목적으로 사용된다. 심봉을 삽입하면 흡수할 수 있는 중성자의 양은 많지만 반응속도가 매우 서서히 나타난다. 안전봉은 원자로를 급히 정지시킬 때 사용하며, 원자로의 안전을 유지하는 역할을 한다. 안전봉은 중성자 흡수량이 매우 크고 반응속도도 빠르다.
원자로의 반응도를 제어하는 다른 방법으로는 화학적 독물질(chemical shim)이 있는데, 이것은 냉각재에 중성자를 잘 흡수하는 물질을 섞어 놓은 것으로, 대표적으로 붕산(H₃BO₃)이 있다. 제어봉에 비해 반응속도가 느려서 장기적인 반응도를 제어하려는 목적으로 쓰이고, 노심 전체에 균일하게 분포되므로 원자로 내의 중성자 분포를 균일하게 유지할 수 있다.

## 비등수형 원자로
비등수형 원자로(BWR)는 원자로의 정지 및 출력제어에 사용되는 제어봉 설계에서 다른 원자로와 특히 구별된다. 즉, 가압수형 원자로(PWR)의 제어봉 집합체는 원자로 위에 있어 노심 상부에서부터 삽입되지만 비등수형 원자로(BWR)는 원자로 상부에 증기분리기 등이 있기 때문에 제어봉 집합체는 원자로 하부에 있으며; 노심 하부에서부터 고압의 유압계통에 의해 삽입된다. 또한, 비등수형 원자로(BWR)에는 Torus 또는 Suppression Pool이 존재하는데, 이는 원자로나 원자로 재순환 계통으로부터 많은 양의 증기가 방출되는 사고가 발생하였을 때 방출된 열을 제거하는데 사용된다. 체르노빌 원자력 발전소에는 200개의 제어봉이 있었다.

## 같이 보기
- 원자력
- 원자로
- 위그너 효과